# Calgary Tower

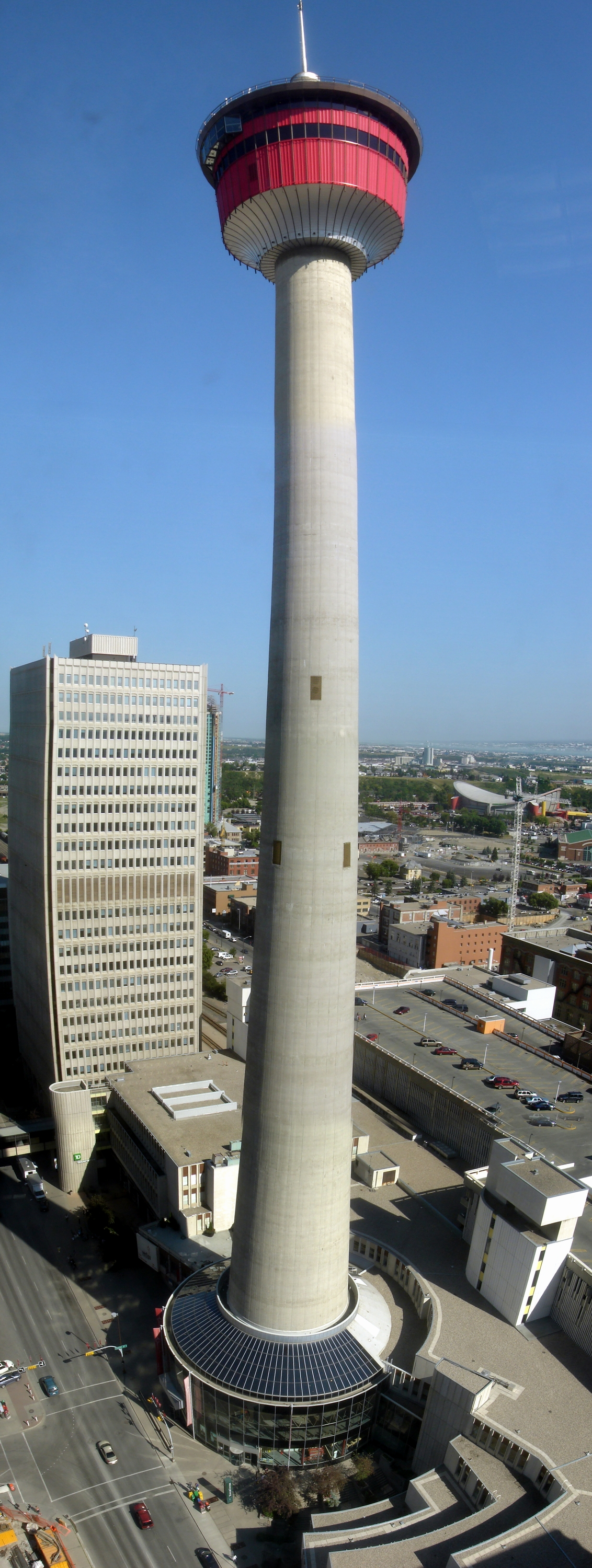
De Calgary Tower

De Calgary Tower is een toren in de binnenstad van het Canadese Calgary. De Calgary Tower is 190m hoog en werd in 1968 geopend onder de naam Husky Tower. De toren werd gebouwd als onderdeel van een project om de binnensteden van diverse Canadese metropolen te verfraaien ten tijde van Canada's 100-jarige bestaan (in 1967). De bouw kostte $3,5 miljoen Canadese dollar.
De toren, die in 1971 werd omgedoopt tot haar huidige naam, was enkele weken het hoogste gebouw van Canada totdat het werd overstegen door de Toronto-Dominion Centre. Ten tijde van de Olympische Winterspelen van 1988 in Calgary brandde er boven op de toren een vlam die sindsdien ook bij andere speciale aangelegenheden wordt ontstoken, onder meer bij het 100-jarig bestaan van de provincie Alberta.
Boven in de toren bevinden zich een roterend restaurant en een observatieplatform. De sokkel van de toren is verbonden met omliggende gebouwen via het Plus 15-netwerk van voetgangerspasserellen.